# ثيودور بيزا
ثيودور بيزا (باللاتينية: Theodorus Beza)‏ كان مصلح لاهوتي ومفكر فرنسي بروتستانتي. لعب دورًا هامًا في الإصلاح. كان تلميذاً لجان كالفين وعاش معظم حياته في جنيف. خلف بيزا كالفن كزعيم روحي لجمهورية جنيف، التي أسسها جون كالفين.

## روابط خارجية
- ثيودور بيزا على موقع الموسوعة البريطانية (الإنجليزية)
- ثيودور بيزا على موقع ميوزك برينز (الإنجليزية)
- ثيودور بيزا على موقع إن إن دي بي (الإنجليزية)
- ثيودور بيزا على موقع ديسكوغز (الإنجليزية)